# Гизела Керценброкская
Гизела Керценброкская (XIII век, Рулле, Валленхорст — 10 января 1300) — монахиня из северонемецкого города Рулле, которая, вероятно, большую часть своей жизни работала над написанием и иллюстрированием рукописей, а также была хормейстером.

## Codex Gisle
Гизела известна как создательница Codex Gisle, градуала, сделанного для цистерцианского монастыря Рулле. На первом листе было написано:

Почтенная и набожная дева Гизела Керценброкская написала, иллюстрировала, пронумеровала, разбила на страницы и украсила золотыми буквами и прекрасными изображениями эту необыкновенную книгу в память о себе, в 1300 году от Рождества Христова. Да упокоится душа её с миром. Аминь.
Эта надпись была добавлена уже после смерти Гизелы, судя по стилю рукописи, спустя достаточно долгое время.
Рукопись содержит 52 сюжетные буквицы, на двух из которых есть подписанные портреты Гизелы.